# یوشیهیرو کیتازاوا
یوشیهیرو کیتازاوا (انگلیسی: Yoshihiro Kitazawa؛ زادهٔ ۴ اوت ۱۹۶۲) اسکیت‌باز سرعت اهل ژاپن است.